# Кукурикі
Кукурикі (пол. Kukuryki) — село в Польщі, у гміні Тереспіль Більського повіту Люблінського воєводства. Населення — 48 осіб (2011).

## Історія
За даними етнографічної експедиції 1869—1870 років під керівництвом Павла Чубинського, у селі проживали лише греко-католики, які розмовляли українською мовою.
У 1975—1998 роках село належало до Білопідляського воєводства.

## Демографія
Демографічна структура станом на 31 березня 2011 року:
|          | Загалом | Допрацездатний вік | Працездатний вік | Постпрацездатний вік |
| -------- | ------- | ------------------ | ---------------- | -------------------- |
| Чоловіки | 19      | 4                  | 11               | 4                    |
| Жінки    | 29      | 3                  | 15               | 11                   |
| Разом    | 48      | 7                  | 26               | 15                   |